# Lemé
Lemé település Franciaországban, Aisne megyében. Lakosainak száma 412 fő (2022. január 1.). Lemé Chevennes, Colonfay, Franqueville, Marfontaine, Sains-Richaumont, Saint-Pierre-lès-Franqueville, Le Sourd, La Vallée-au-Blé és Voulpaix községekkel határos.

## Népesség
A település népességének változása:
| Lakosok száma | 629  | 436  | 478  | 449  | 444  | 439  | 430  | 420  | 417  | 412  |
|               | 1968 | 1982 | 1990 | 2006 | 2013 | 2015 | 2017 | 2019 | 2020 | 2022 |